# Battlestar Galactica (mini-série)
Pour les articles homonymes, voir Battlestar Galactica (homonymie).
Battlestar Galactica est une mini-série américaine de trois heures écrite et produite par Ronald D. Moore et réalisée par Michael Rymer. Elle a été diffusée sur Syfy à partir du 8 décembre 2003. La diffusion des deux épisodes s'est classée au troisième rang en termes d'audience dans l'histoire de la chaîne.
En France, elle a été diffusée le 19 janvier 2005, sur 13e rue. Rediffusion le 30 décembre 2005, sur M6.
C'est la première partie de la réinvention de Battlestar Galactica basée sur la série télévisée Galactica. Elle a servi d'épisode pilote déguisé pour la série télévisée homonyme.

## Résumé
La série s'ouvre sur le texte suivant :

« L'Homme créa les Cylons.

Ils furent créés pour faciliter la vie dans les Douze Colonies.

Puis le jour vint où les Cylons décidèrent de tuer leurs maîtres.

Après une longue lutte sanglante, un armistice fut déclaré.

Les Cylons partirent pour un autre monde qui leur appartiendrait.

Une station spatiale éloignée fut construite où...

Cylons et Humains pourraient entretenir des relations diplomatiques.

Chaque année, les Coloniaux envoient un officier.

Les Cylons n'envoient personne.

Personne n'a plus aucune nouvelle d'eux depuis 40 ans. »

### Prémices
Après avoir fui son système stellaire natal de Kobol, l'humanité s'est répandue dans le système Cyrannus, un système quadruple (à quatre étoiles) comportant une douzaine de planètes habitables par l'homme. Durant deux mille ans, l'humanité s'y développa, tout comme elle développa sa technologie, tel le saut PRL pour les voyages interplanétaires. Finalement, les humains créèrent les Cylons, des robots qui devaient leur faciliter la vie et prirent une place indispensable dans leur société. Mais les humains ne réalisèrent pas que les Cylons évoluaient et qu'ils acquéraient une conscience de soi.
Réalisant leur position et leurs conditions, les Cylons décidèrent de se révolter et déclenchèrent une guerre meurtrière qui dura une douzaine d'années. Au terme de celle-ci, les Cylons quittèrent le système Cyrannus et signèrent un armistice, tandis que les mondes humains formèrent un gouvernement unifié, les Douze Colonies de Kobol. Il fut décidé de construire une station spatiale diplomatique, la Station d'Armistice, à la frontière entre l'espace colonial et l'espace cylon, dans laquelle un représentant de chaque race se rencontrerait. Les humains envoyèrent un officier chaque année; les Cylons n'envoyèrent jamais personne.
Mais quarante ans après la guerre, le colonel Boxman Wakefield, représentant humain à la station d'Armistice, à la surprise de voir des cylons évolués débarquer, accompagné par un cylon à forme humaine femelle. Profitant de son ahurissement, la femme cylon l'embrasse et l'empêche de repartir tandis qu'un vaisseau de guerre cylon anéantit la station, marquant le début de la seconde guerre entre humains et cylons.

### Attaque-surprise et destruction des Douze Colonies humaines
Les cylons reviennent après quarante ans d'absence pour exterminer la race humaine. Ils prennent les Douze Colonies au dépourvu en les bombardant toutes simultanément à l'aide d'armes nucléaires. L'attaque réussit parce que l'ordinateur central de défense des Colonies a été infiltré par un agent cylon féminin, Numéro Six, qui imite parfaitement l'apparence et le comportement humain. Se faisant passer pour l'agent d'une compagnie cherchant des contrats avec la défense, elle est parvenue à séduire un scientifique au service des militaires coloniaux, le docteur Gaïus Baltar. En échange de l'accès aux systèmes du gouvernement, elle l'aide à écrire un programme de navigation pour les navires de guerre coloniaux, elle laisse délibérément une porte dérobée dans le programme. Ainsi, lors de l'attaque, les cylons sont en mesure de pénétrer les pare-feux des vaisseaux coloniaux, qui deviennent des proies faciles. Cela leur permet de saboter les systèmes vitaux de ces vaisseaux et de désactiver des escadres entières avant de les détruire.

### Les survivants s'organisent
N'étant pas en réseaux, les systèmes informatiques du Battlestar Galactica sont impossibles à saboter. Le vaisseau-musée est en cours de désarmement lorsque l'équipage apprend l'attaque et la destruction du quartier général de la Flotte sur Picon et d'une grande partie de la flotte coloniale. Le commandant Adama, officier supérieur du Galactica, prend les commandes de la flotte à la mort de l'amiral Nagala.
Pour éviter les forces cylons, le Galactica effectue un bond plus-rapide-que-la-lumière (PRL) - une téléportation instantanée - vers la base Ragnar où il peut faire le plein de munitions.
Pendant ce temps, le Transporteur Colonial 798, à bord duquel se trouve la Secrétaire à l'Education Laura Roslin, apprend que la ville de Caprica a été anéantie. Quand les 42 membres du gouvernement qui la précèdent dans l'ordre de succession à la présidence sont déclarés morts ou disparus, Roslin prête serment, devient Présidente des Douze Colonies de Kobol et le Transporteur Colonial 798 devient le Colonial Un. Après l'attaque, les vaisseaux civils survivants se tournent vers Roslin. Le docteur Baltar parvient à quitter Caprica et rejoindre la flotte recomposée.
Ayant été repérée par un chasseur cylon et craignant une attaque, Roslin prend la décision difficile d'ordonner aux vaisseaux capables de faire un saut hyperluminique de rejoindre le Galactica à Ragnar en abandonnant les autres. Sa décision s'avère justifiée lorsque les cylons apparaissent peu après et détruisent l'arrière-ban de la flotte.

### Les humains à la recherche d'une nouvelle planète
Roslin convainc Adama que la guerre est perdue. Ils tombent d'accord sur la nécessité de former une escorte autour de la flotte civile et de trouver une planète sur laquelle établir une nouvelle civilisation. Les stocks de Ragnar servent à réarmer le Galactica et à renflouer la flotte. Mais les vaisseaux ne peuvent pas effectuer un saut sécurisé depuis cet endroit, qui est entouré d'un nuage de gaz radioactif. Les cylons, plus vulnérables aux radiations, assiègent le nuage et attendent que la flotte en sorte. Adama place le Galactica en première ligne et couvre la flotte contre les attaques cylons jusqu'à ce que les vaisseaux civils aient quitté le nuage et achevé leur téléportation vers le secteur Prolmar. Ensuite seulement il les rejoint.
Les pertes sont nombreuses. Au cours de la cérémonie funèbre, Adama remonte le moral de ses troupes en affirmant qu'il connait l'emplacement de la mythique treizième colonie, la Terre.

### Les cylons s'apprêtent à poursuivre leur plan
Dans la dernière scène, Numéro Six avertit Baltar que des agents cylons, programmés pour croire qu'ils sont humains, ont peut-être infiltré la flotte. Adama trouve un mystérieux message dans sa cabine, « Il n'y a que 12 modèles de cylons ». Sur Ragnar, un groupe de cylons libère Aaron Doral (chargé des relations publiques de l'ex-musée Galactica, abandonné après que Baltar ait découvert qu'il s'agissait d'un cylon). Le dernier cylon à entrer dans la pièce est une autre copie du lieutenant Sharon Valerii, ce qui laisse entendre que le lieutenant Valerii qui se trouve à bord du Galactica est en fait une cylon.

## Fiche technique
- Titre : Battlestar Galactica
- Réalisation : Michael Rymer
- Scénario : Ronald D. Moore et Glen A. Larson
- Production : Harvey Frand
- Musique : Richard Gibbs
- Casting : Eric Dawson
- Montage : Dany Cooper
- Pays : États-Unis
- Durée : 180 min
- Dates de premières diffusions :
  -  États-Unis : 8 décembre 2003 et 9 décembre 2003 sur Sci Fi Channel
  -  France : 19 janvier 2005 sur 13e rue puis 30 décembre 2005 sur M6

## Distribution
| Acteur              | Rôle                                 | Notes |
| ------------------- | ------------------------------------ | --- |
| Edward James Olmos  | Commandant William Adama             | Chef de la flotte après la destruction des Douze Colonies ; commandant du Battlestar Galactica            |
| Mary McDonnell      | Laura Roslin                         | Présidente des Colonies après la destruction des Douze Colonies                                           |
| Katee Sackhoff      | Lieutenant Kara « Starbuck » Thrace  | Pilote de Viper colonial                                                                                  |
| Jamie Bamber        | Capitaine Lee « Apollo » Adama       | Pilote de Viper colonial                                                                                  |
| James Callis        | Docteur Gaïus Baltar                 | Scientifique et chercheur du Ministère de la Défense                                                      |
| Grace Park          | Lieutenant Sharon « Boomer » Valerii | Pilote de Rapace en duo avec Helo                                                                         |
| Michael Hogan       | Colonel Saul Tigh                    | Commandant en second du Battlestar Galactica                                                              |
| Paul Campbell       | Billy Keikeya                        | Assistant de Roslin                                                                                       |
| Aaron Douglas       | Premier maître Galen Tyrol           | Chef de pont chargé de la maintenance des Vipers et des Rapaces coloniaux                                 |
| Nicki Clyne         | Spécialiste Cally                    | Technicienne chargée de la réparation des Vipers et des Rapaces coloniaux sous les ordres du chef Tyrol   |
| Tahmoh Penikett     | Lieutenant Karl « Helo » Agathon     | Officier de guerre électronique sur Rapace en équipe avec Boomer                                          |
| Kandyse McClure     | Lieutenant Anastasia « Dee » Dualla  | Officiers des communications sur le Battlestar Galactica                                                  |
| Alessandro Juliani  | Lieutenant Felix Gaeta               | Officier tactique sur le Battlestar Galactica                                                             |
| Matthew Bennett     | Aaron Doral                          | Cylon |
| Tricia Helfer       | Numéro Six                           | Cylon |
| Callum Keith Rennie | Leoben Conoy                         | Cylon |
| Ryan Robbins        | Colonel Boxman Wakefield             | Représentant humain à la station d'Armistice, toute première victime de la destruction des Douze Colonies |

## Sources
Histoire américaine
Les scénaristes ont incorporé dans le script un certain nombre de références à des moments iconiques de l'histoire des États-Unis, évoquant notamment des heures sombres où le pays a cru frôler le chaos. Ainsi la scène où Laura Roslin prête serment à bord du vaisseau spatial après la mort du président Adar évoque-t-elle la prestation de serment de Lyndon B. Johnson à bord d'Air Force One après l'assassinat de John F. Kennedy. Celle où la petite fille, Cami, joue avec sa poupée alors que les Cylons attaquent s'inspire d'un film de propagande électorale (en) de Tony Schwartz diffusé pendant la campagne de Lyndon Johnson en 1964 contre son adversaire de droite Barry Goldwater, accusé d'être capable de déclencher une guerre nucléaire ; le film avait fait grand bruit à son époque.
Les événements du 11 septembre 2001 étaient encore évidemment dans tous les esprits lorsque la série a vu le jour. L'attaque concertée sur New York et Washington partage avec celle des cylons les caractéristiques qui avaient horrifié l'Amérique : « Americans have known surprise attacks -- but never before on thousands of civilians. All of this was brought upon us in a single day » (« Les Américains ont déjà connu des attaques surprises, mais qui n'avaient pas pour cible des milliers de civils ; et tout cela s'est abattu sur nous dans la même journée. »). L'existence de cylons infiltrés dans la société humaine évoque le phénomène des cellules dormantes ou des agents dormants.
Histoire mondiale
Militairement, la façon dont l'aérospatiale protège les vaisseaux civils évoque les guerres de la Révolution française et napoléoniennes lorsque les navires de guerre britanniques escortaient les bâtiments de la Compagnie anglaise des Indes orientales dans l'océan Indien et l'océan Atlantique tandis que l'utilisation de chasseurs par des vaisseaux-mères correspond à l'aviation navale depuis la seconde guerre mondiale.
Contrairement à l'Amérique de George Bush, les rescapés de l'holocauste cylon ne peuvent se permettre une campagne offensive contre leurs ennemis. Le retour des survivants des Douze Colonies vers la mythique planète Terre, berceau de l'humanité, évoque plutôt l'aspiration à la Terre promise.
Il est souvent fait référence à la légende des « treize colonies », ce qui pourrait correspondre aux treize colonies américaines en juillet 1776
Mythologie
Les noms des personnages et les toponymes sont empruntés à diverses sources mythologiques européennes. La base de Ragnar, par exemple, tire son nom de Ragnarök, emprunt à la mythologie nordique d'un épisode qui s'articule sur la fin d'un cycle et la renaissance d'un monde nouveau.
La série télévisée de 1978
Le film fait plusieurs clins d'œil à la série télévisée de 1978, Battlestar Galactica. La visite du musée permet d'apercevoir des modèles des cylons datant de 1978. La musique diffusée pendant la cérémonie où le Galactica est désarmé est celle qui introduit les épisodes de l'ancienne série. Enfin le discours d'Adama cite des morceaux de la narration sur laquelle débutent les épisodes de 1978.